# 임훈 (야구인)
임훈(林勳, 1985년 7월 17일~)은 대한민국의 야구 선수 출신 지도자이다. 선수 시절 KBO 리그 LG 트윈스에서 외야수로 활동했으며 현재 KBO 리그 롯데 자이언츠의 타격보조코치로 활동하고 있다.

## 선수 시절

### SK 와이번스
2004년 2차 5라운드 지명을 받아 SK 와이번스에 입단하였다. 본격적으로 1군에 자주 모습을 보인 것은 유격 조교로 현역에서 복무 후 복귀한 2010년부터였다. 2011년 시즌까지 1군과 2군을 넘나들며 외야수로 활약했다. 빠른 발과 장타로 '3루타의 사나이'라고 불렸다.

### 롯데 자이언츠
2011년 시즌 후 SK 와이번스에서 FA로 영입한 투수 임경완의 보상 선수로 이적하였다. 그러나 2011년 12월 27일 FA를 선언한 정대현의 보상 선수로 다시 복귀했다. 이는 KBO 사상 첫 리턴 픽 사례였다.

### SK 와이번스 2기
2012년 시즌 후반기 첫 경기에서 삼성 라이온즈를 상대로 연장 끝내기 스퀴즈 번트로 결승타를 쳐 냈다.

### LG 트윈스
2015년 7월 24일 당시 LG 트윈스 소속이었던 신재웅, 정의윤, 신동훈, 당시 SK 와이번스 소속이었던 그와 진해수, 여건욱과 3:3 트레이드를 통해 이적하였다.
2018년 10월 25일 은퇴를 선언하고 2군 코치로 선임됐다.

## 지도자 경력
2019년부터 LG 트윈스의 육성군 타격코치로 활동했다.

## 등장곡

### SK 와이번스&LG 트윈스시절
- 꿈을 꾸다 - 김태우

## 출신 학교
- 서울수유초등학교
- 서울 신일중학교
- 신일고등학교

## 통산 기록
| 연도 | 팀명   | 타율  | 경기 | 타수 | 득점 | 안타 | 2루타 | 3루타 | 홈런 | 타점 | 도루 | 도실 | 볼넷 | 사구 | 삼진 | 병살 | 실책 |
| ---- | ------ | ----- | ---- | ---- | ---- | ---- | ----- | ----- | ---- | ---- | ---- | ---- | ---- | ---- | ---- | ---- | ---- |
| 2004 | SK     | 0.200 | 10   | 10   | 2    | 2    | 0     | 0     | 0    | 1    | 0    | 0    | 1    | 0    | 2    | 0    | 0    |
| 2010 | SK     | 0.233 | 76   | 172  | 22   | 40   | 8     | 2     | 1    | 14   | 7    | 5    | 20   | 0    | 32   | 1    | 1    |
| 2011 | SK     | 0.266 | 93   | 229  | 34   | 61   | 9     | 6     | 0    | 24   | 5    | 5    | 33   | 0    | 33   | 4    | 4    |
| 2012 | SK     | 0.268 | 117  | 314  | 36   | 84   | 8     | 4     | 0    | 26   | 3    | 5    | 18   | 1    | 56   | 7    | 2    |
| 2013 | SK     | 0.222 | 40   | 81   | 6    | 18   | 1     | 0     | 0    | 5    | 0    | 0    | 4    | 1    | 14   | 4    | 1    |
| 2014 | SK     | 0.314 | 90   | 277  | 47   | 87   | 13    | 1     | 2    | 27   | 9    | 2    | 37   | 8    | 61   | 4    | 2    |
| 2015 | LG     | 0.278 | 88   | 252  | 44   | 70   | 12    | 1     | 1    | 24   | 3    | 2    | 26   | 9    | 44   | 5    | 2    |
| 2016 | LG     | 0.261 | 60   | 180  | 20   | 47   | 4     | 0     | 1    | 14   | 8    | 4    | 12   | 2    | 26   | 6    | 0    |
| 2017 | LG     | 0.293 | 42   | 82   | 8    | 24   | 1     | 0     | 0    | 7    | 1    | 2    | 2    | 1    | 16   | 3    | 0    |
| 2018 | LG     | 0.229 | 54   | 83   | 10   | 19   | 3     | 0     | 2    | 7    | 0    | 0    | 3    | 0    | 15   | 3    | 0    |
| 통산 | 10시즌 | 0.269 | 670  | 1680 | 229  | 452  | 59    | 14    | 7    | 149  | 36   | 25   | 156  | 22   | 299  | 37   | 12   |